# Manhattan Municipal Building

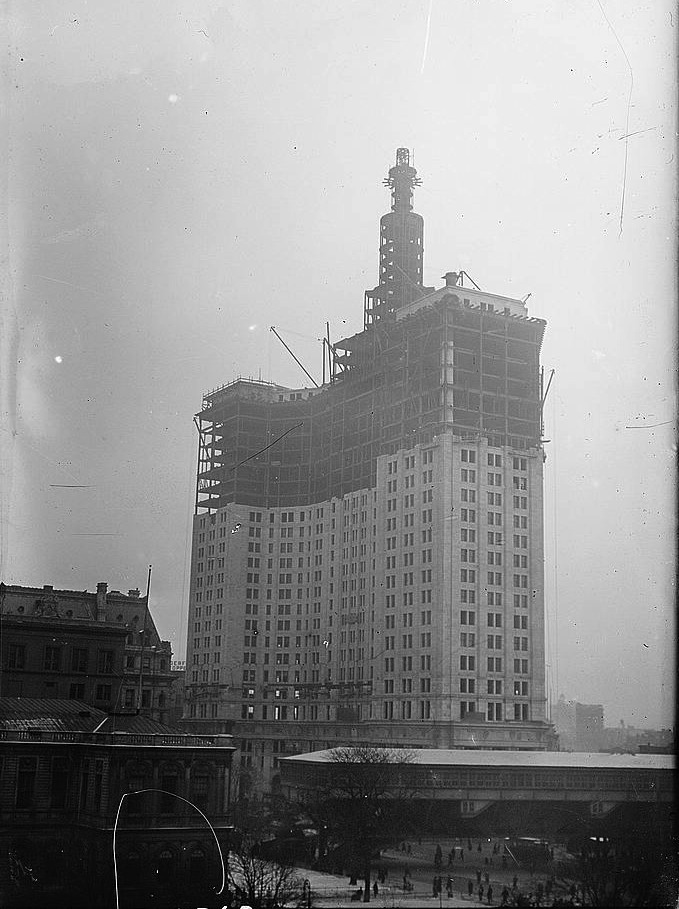
El edificio en construcción (1912)

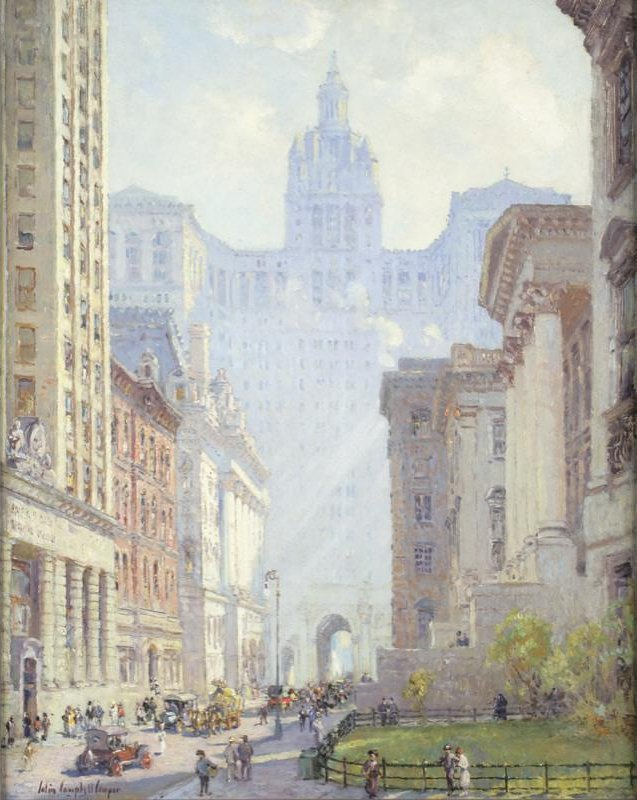
Chambers Street y el Municipal Building de Colin Campbell Cooper, 1922

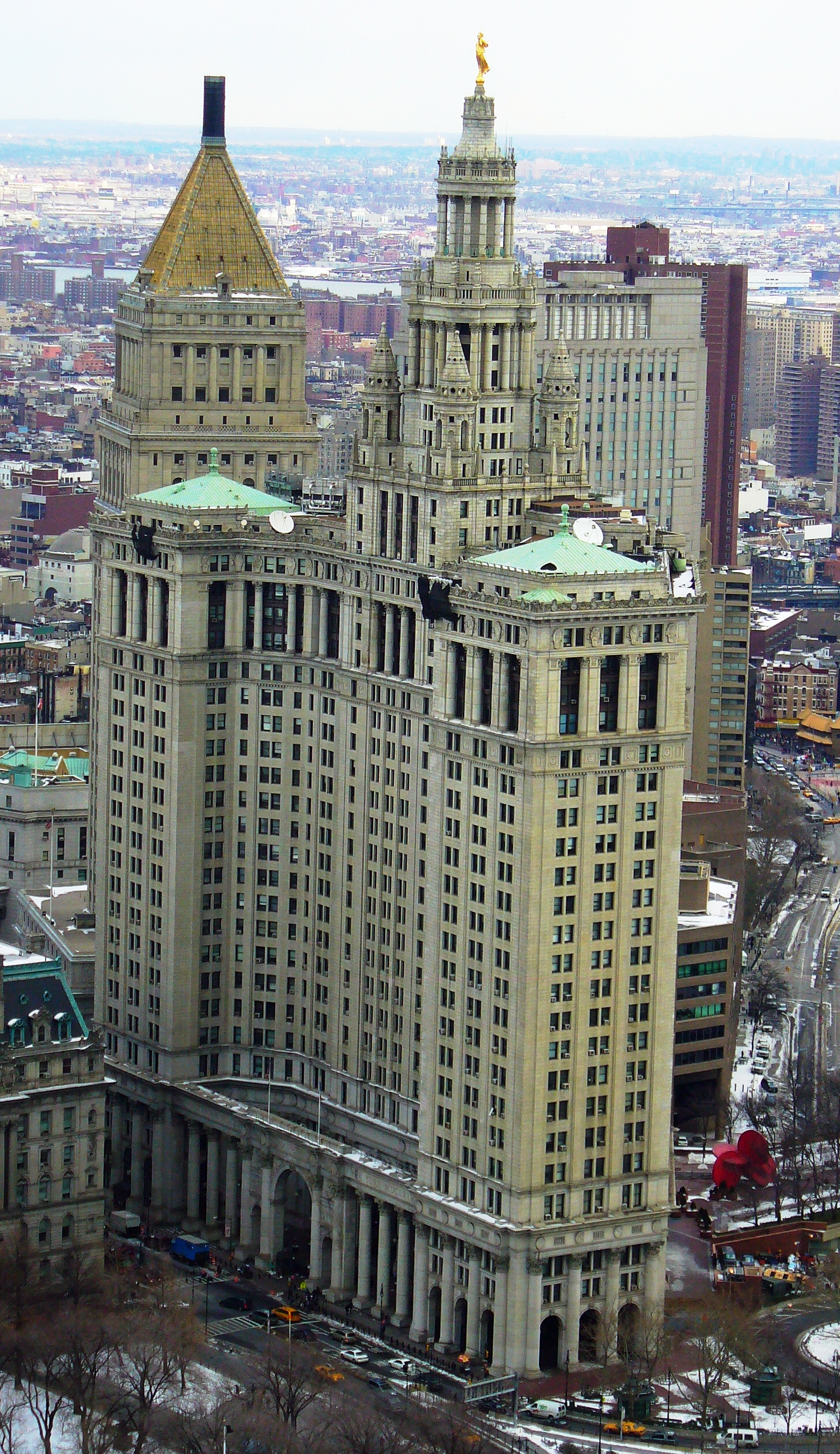
Vista del Municipal Building, con la torre de la United Sates Courthouse detrás.

El Manhattan Municipal Building, ubicado en el número 1 de Centre Street, es un edificio de 34 pisos construido para acomodar las crecientes demandas espaciales gubernamentales después de la consolidación de la ciudad en cinco condados (boroughs) en 1898. La construcción comenzó en 1909 y terminó en 1914, coincidiendo con el final del City Beautiful Movement en Nueva York. William M. Kendall, de la prestigiosa firma de arquitectos McKim, Mead & White diseñó el edificio, que fue el primero en incorporar una estación del metro de Nueva York su base: la estación de Chambers Street.
Enormemente influyente en la construcción de edificios similares de otras ciudades de Estados Unidos, el estilo arquitectónico del edificio ha sido diversamente descrito como romano, renacentista italiano, renacentista francés o Beaux Arts. Sirvió como prototipo para la Terminal Tower de Cleveland y el Wrigley Building de Chicago, además de las Siete Hermanas.
Ubicado en la intersección entre Chambers Street y Centre Street, el Municipal Building, con 177 metros de altura, es uno de los mayores edificios gubernamentales del mundo.
Actualmente, el Municipal Building alberga más de 2 000 empleados de una docena de agencias municipales en aproximadamente cien mil metros cuadrados.
El edificio fue declarado Monumento Histórico de Nueva York en 1966, y fue introducido en el Registro Nacional de Lugares Históricos en 1972.

## Historia
En el informe anual 1884 de la Ciudad de Nueva York, el alcalde Franklin Edson declaró que era muy necesario disponer de más espacio para las funciones gubernamentales, pero también señaló que el Ayuntamiento de Nueva York no era ampliable ya que su "estilo arquitectónico era tal que no podía ser ampliado en la medida necesaria sin estropear su simetría."
Las agencias de la ciudad alquilaron espacios en varios edificios esparcidos desde el Downtown Manhattan hasta el Midtown Manhattan, incrementándose cada año el número de acuerdos. El gobierno, con el deseo de reducir el importe de la renta pagada a los propietarios privados, celebró varios concursos de diseño para un edificio nuevo, masivo, que reuniera a todos los espacios que hasta ese momento estaban alquilados bajo un mismo techo. El alcalde Abram Stevens Hewitt nombró una comisión para estudiar los planes adecuados y parcelas de tierra en 1888, y se llevaron a cabo cuatro concursos entre ese año y 1907. La elección final fue llevada a cabo por el Comisionado de los Puentes, que ya se había asegurado una nueva parcela de terreno en la base del Puente de Brooklyn. Doce estudios de arquitectura participaron, y el ganador fue William Mitchell Kendall, un joven colaborador de McKim, Mead & White, que había sido instado a participar en el concurso por el alcalde George B. McClellan. McKim, Mead and White era considerada en ese momento como la firma arquitectónica más grande del mundo, con una plantilla de más de 100 personas. A pesar de su posición en la comunidad arquitectónica, el Manhattan Municipal Building sería su primer rascacielos.
El edificio fue ocupado por primera vez en enero de 1913, y la mayoría de las oficinas del edificio se abrieron al público en 1916.

## Arquitectura

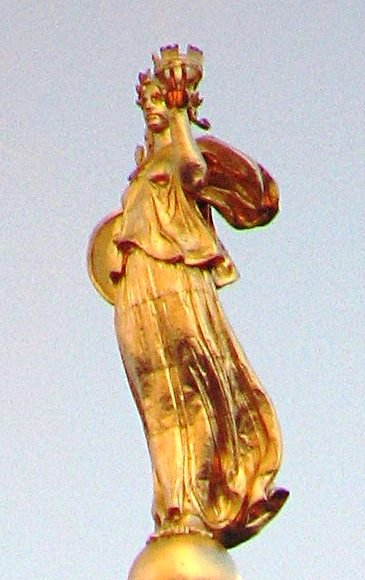
La "Civic Fame", en la parte más alta.
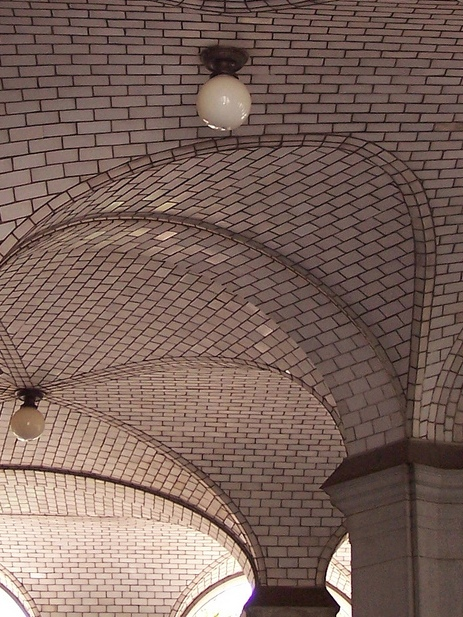
Arcadas de estilo Guastavino.
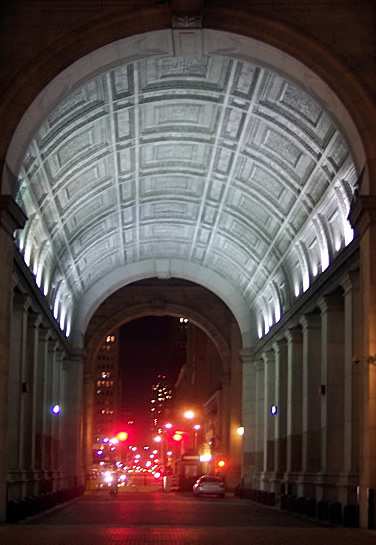
El arco central, inspirado en el romano Arco de Constantino.

Se utilizaron varios tipos de esculturas y relieves en el edificio, pero tiene más similitudes a la arquitectura clásica romana, siendo el Arco de Constantino la inspiración para el diseño del arco central, que es lo suficientemente grande para que el tráfico de automóviles circule a través de él, aunque actualmente Chambers Street está cortada y no continúa por la parte oriental, como hacía antiguamente. Una pantalla de columnas corintias flanquean el arco.
La bóveda de terracota se inspiró en la entrada del Palacio Farnesio de Roma, y la galería sur tiene un techo de tejas blancas de estilo Guastavino.
La fachada del edificio fue restaurada en 1990 por Wank Adams Slavin.

### Civic Fame
La estatua Civic Fame, situada en la parte superior del Municipal Building, e instalada en marzo de 1913, es una figura dorada de cobre hecha de unas 500 piezas de cobre martillado. La estatua se soporta sobre un esqueleto de hierro construida sobre una estructura de acero.
La estatua fue diseñada por Adolph A. Weinman. Fue encargada por la Ciudad de Nueva York, con un coste de 9 000 dólares para conmemorar la consolidación de los cinco boroughs de la ciudad. La figura - descrita como "elegante y excepcionalmente encantadora" - está de pie y descalza sobre un globo terráqueo. La figura lleva varios objetos simbólicos: un escudo de la Ciudad de Nueva York, una rama con hojas, y una corona mural en lo más alto. La corona mural tiene cinco crestas o torreones, que representan los cinco condados de Nueva York: Manhattan, Brooklyn, Bronx, Queens y Staten Island. La corona también incluye delfines que simbolizan el entorno marítimo de Nueva York. La estatua tiene 7,6 metros de altura y se ubica a 177 metros sobre el nivel de la calle. Audrey Munson posó para esta figura, así como también para las esculturas del Alexander Hamilton U.S. Custom House, la Biblioteca Pública de Nueva York, el Puente de Manhattan y el monumento al USS Maine de Central Park en Columbus Circle.

## Agencias
Las agencias públicas ubicadas en el Municipal Building son:
- New York City Department of Citywide Administrative Services
- New York City Department of Finance
- New York Public Service Commission
- Manhattan Borough President
- New York City Public Advocate
- New York City Comptroller
- Comisión para la Preservación de Monumentos Históricos de Nueva York
- New York City Office of Payroll Administration
- New York City Tax Commission
- Sucursales de las Oficinas del Alcalde, New York City Department of Information Technology and Telecommunications (DoITT), New York City Department of Buildings, New York State Office of the Inspector General, y New York City Department of Environmental Protection.

## En la cultura popular
- El Manhattan Municipal Building aparece en una escena clave de la película Un día inolvidable (1996), en la cual Jack Taylor (George Clooney) ve a Manny Feldstein (Joe Grifasi) y la sigue hasta la azotea.[15]
- El la película Cocodrilo Dundee (1986), los asaltantes del Municipal Building lanzan un cuchillo al protagonista (Paul Hogan) y a su novia Sue (Linda Kozlowski); Dundee responde diciendo "Eso no es un cuchillo". Lanzándose uno más largo a sí mismo menciona "Eso es un cuchillo".[15]
- En la película de Léon (1994), el antagonista Norman Stansfield (Gary Oldman) trabaja para la DEA en el edificio, en la oficina 4602.[16]

## Galería

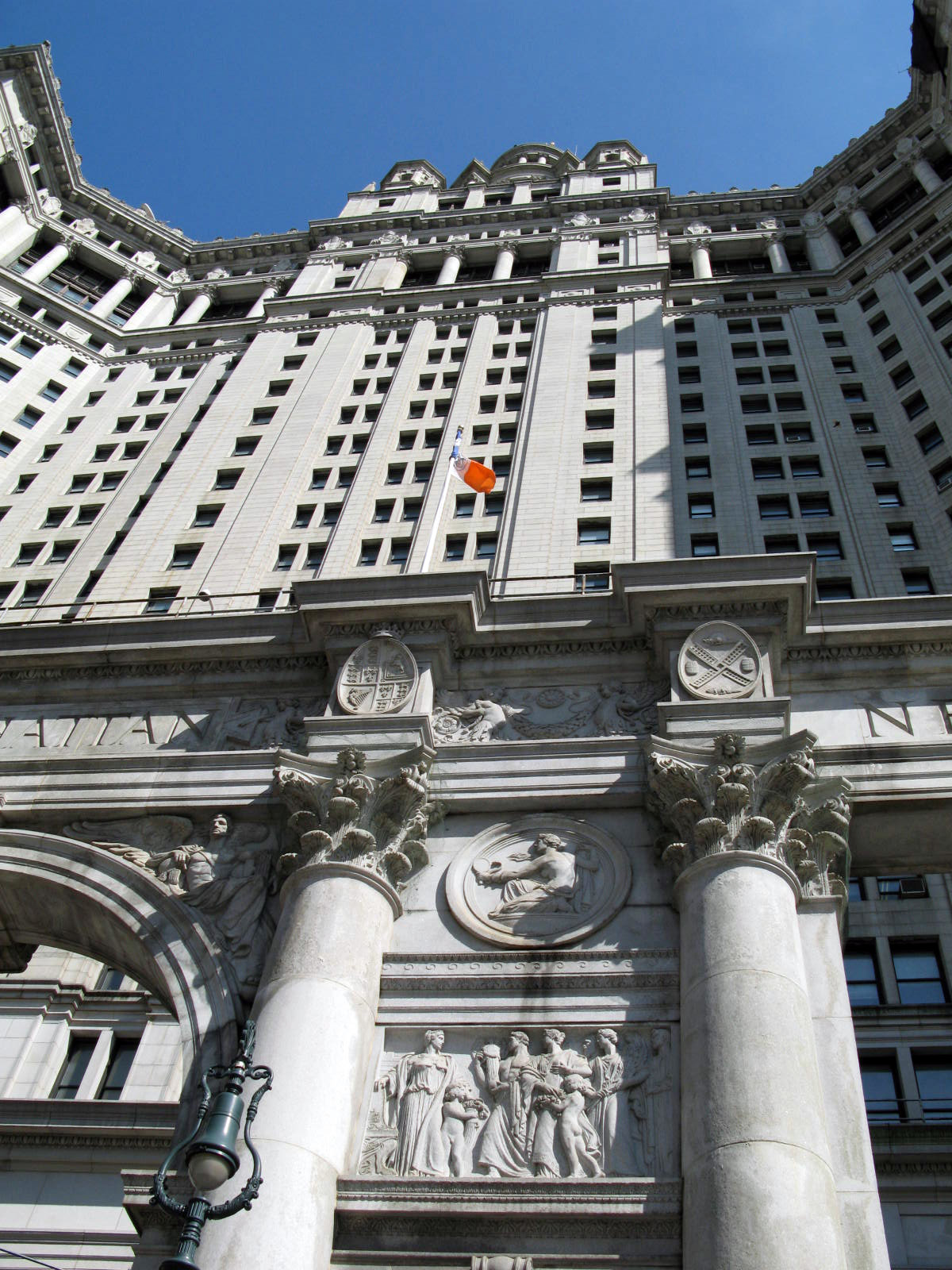
Desde abajo.
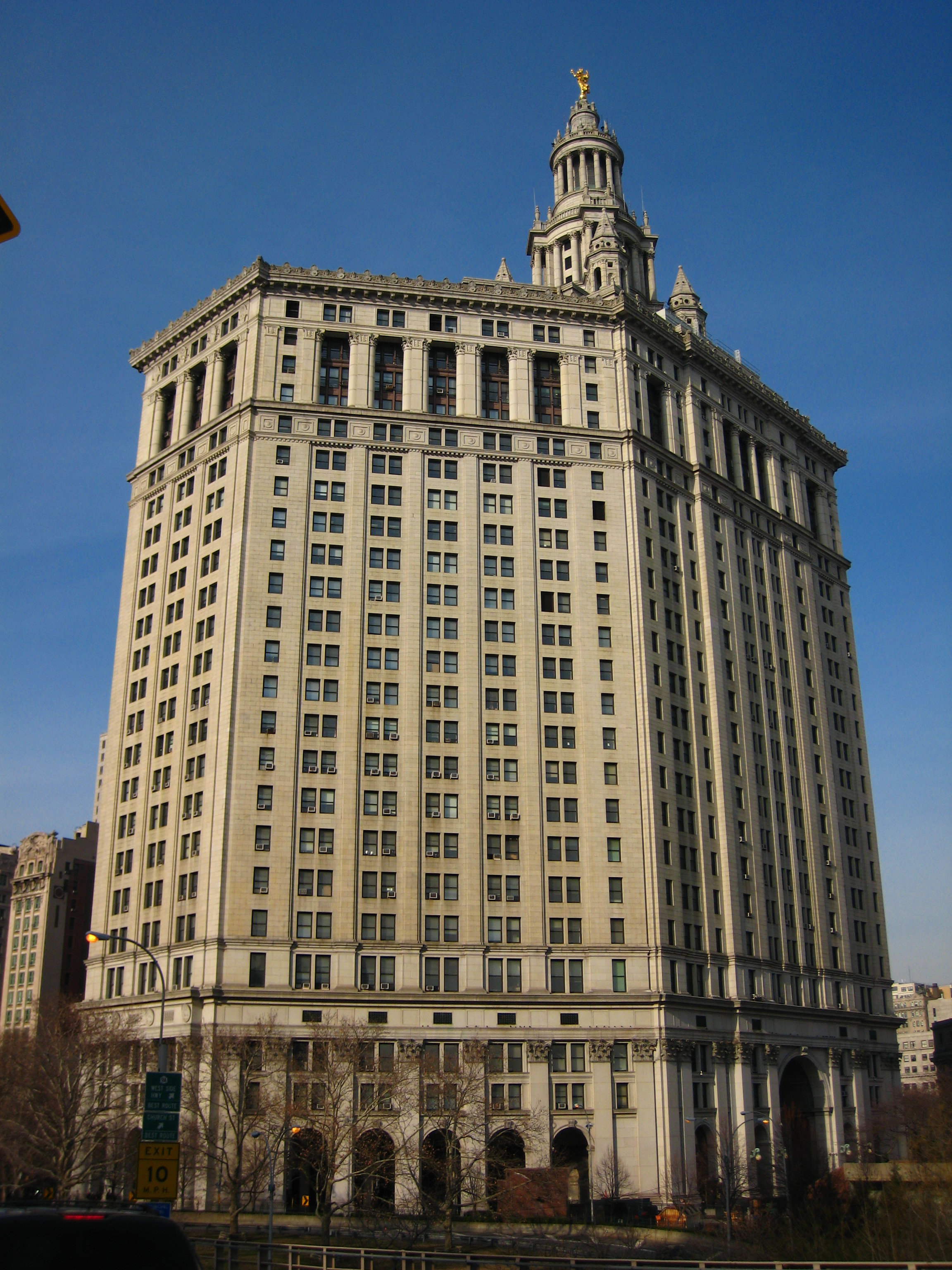
Vista desde el Puente de Brooklyn.
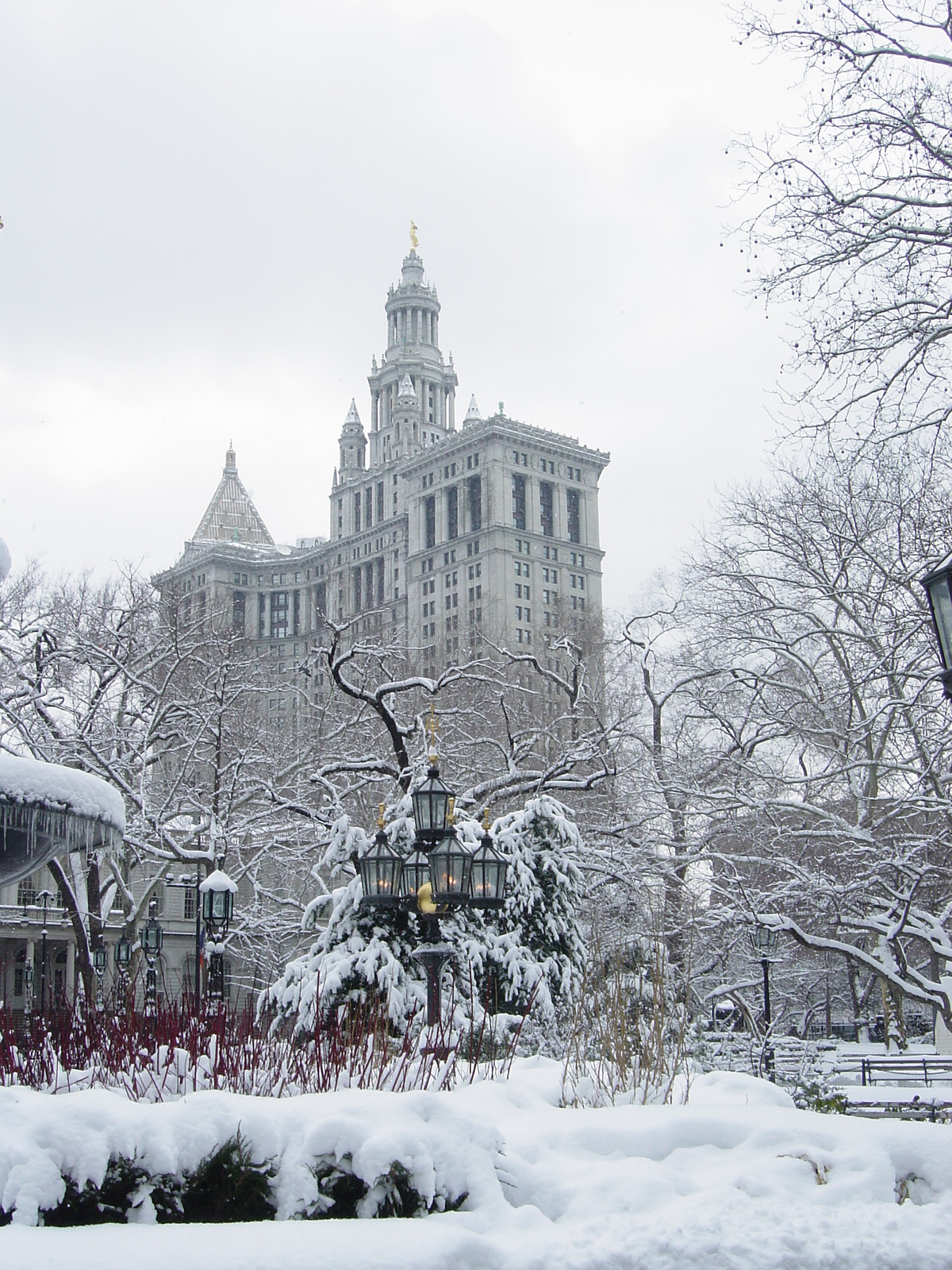
Desde el City Hall Park.
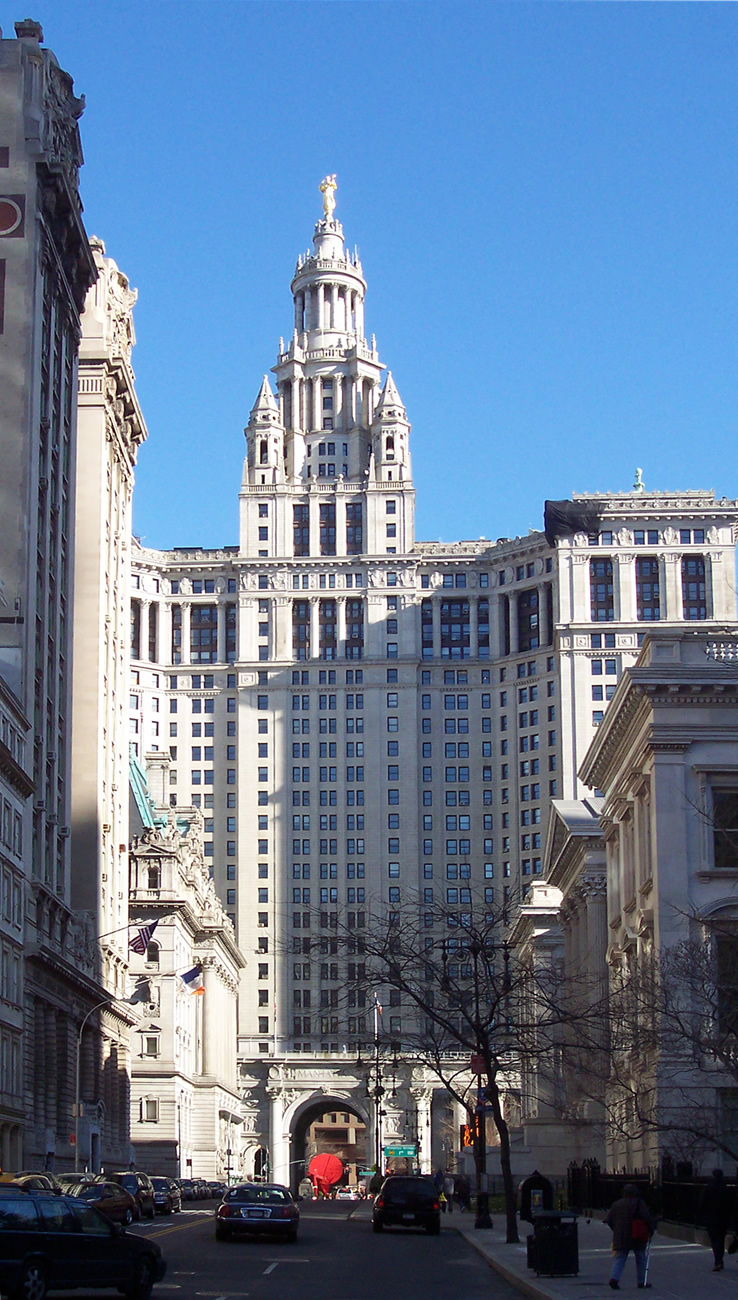
Desde Chambers Street.